# Van Donge & De Roo Stadion
Das Van Donge & De Roo Stadion ist ein Fußballstadion in Rotterdam in der westlichen Provinz Südholland, Niederlande. Der Fußballverein Excelsior Rotterdam trägt hier seine Spiele aus.

## Geschichte

### 1902–1939
Nach der Gründung des Vereins Excelsior Rotterdam 1902 spielte die Mannschaft bis 1907 auf einem Feld auf dem Gutshof Woudesteyn. Dann wurden Pferderennen auf dem Gelände veranstaltet und die Mannschaft musste umziehen. Nach nur einem Jahr kehrte man aber wegen des schlechten Platzes zur alten Spielstätte zurück, indem man das Grundstück für 50 Gulden pro Jahr mietete. Im Jahr 1921 stieg Excelsior Rotterdam in die höchste Spielklasse auf. Der niederländische Fußballverband KNVB lehnte den Spielort aber ab; so musste der Verein in die Stadien anderer Rotterdamer Fußballmannschaften wie z. B. Feyenoord oder Sparta ausweichen. 1922 fand man eine neue Heimat im Sportpark Toepad im Stadtteil Kralingen. Dort blieb man bis 1939, dann wurde auf dem Gebiet eine Marine-Kaserne errichtet.

### 1939–1992
Nach einer Renovierung kehrte Excelsior an ihre alte Spielstätte Woudenstein zurück. Das erste Spiel fand zwischen Excelsior Rotterdam und einer Auswahl Rotterdamer Fußballern am 9. September 1939 statt. Excelsior gewann das Spiel mit 9:0. Während des Zweiten Weltkrieges waren Flugabwehrkanonen im Stadion aufgestellt. Zum Ende des Krieges im „Hongerwinter“ 1944/45 wurden zum Heizen illegal Bäume gefällt und Holzhäuser abgerissen. Damit die Holztribünen nicht als Brennholz endeten, wurde das Stadion von ehrenamtlichen Helfern bewacht.
Nach dem Krieg war die Kapazität des Stadions von 8.000 Plätzen nicht mehr ausreichend. So musste manches Spiel in De Kuip ausgetragen werden. Nach einigen Erweiterungen waren es 11.000 Plätze. 1958 folgte eine Modernisierung der Anlage mit einer neuen Tribüne an der Nordseite. 1970 stieg Excelsior in der Eredivisie auf und 1973 wurde ein neuer Sitzplatzrang eröffnet. Eine neue Flutlichtanlage 1981 war für längere Zeit die letzte Baumaßnahme am Stadion, da der Verein Mitte der 1980er in eine Finanzkrise geriet.

### 1992 bis heute
Im Jahr 1992 wurde ein neuer Vorstand des Vereins gewählt. Der neue Präsident Martin de Jager setzte für das Überleben des Vereins den Bau eines neuen Stadions voraus. Man prüfte einige Pläne u. a. auch einen gemeinsamen Bau mit Sparta Rotterdam. Doch alle Pläne wurden verworfen. 1997 fiel die Entscheidung, mit dem Bau zu beginnen und am 17. Juli des Jahres starteten die Bauarbeiten. Zunächst wurde der Bau mit Hilfe der Entschädigung für entgangene Fernsehgelder finanziert, aber mit der Zeit reichte dies nicht mehr aus. Man bat die Stadt um Hilfe, die jedoch ausblieb, obwohl die Stadt Geld für die Sanierungen von De Kuip und des Sparta Stadion Het Kasteel in den Jahren zuvor bereitstellte.
Am 10. März 1999 gab der Stadtrat Herman van den Muijsenberg nach längeren Verhandlungen bekannt, dass die Stadt Rotterdam Excelsior doch bei dem Bau des Stadions finanziell unterstützen werde. So konnten die Arbeiten abgeschlossen werden und am 31. Juli 2000 feierte man die Eröffnung des Stadion Stad Rotterdam Verzekeringen. Nach der Fertigstellung besaß das Stadion zwei neue, moderne Tribünen, darunter die Haupttribüne Henk Zon Tribune, benannt nach einem Ehrenvorsitzenden des Vereins. Sie ist mit Business-Seats, Büros und Umkleidekabinen ausgestattet. Heute bieten die vier überdachten Ränge 4.400 Sitzplätze für die Zuschauer. Seinen heutigen Namen Van Donge & De Roo Stadion bekam es am 1. Mai 2017. Der Sponsoringvertrag über die Namensrechte hat eine Laufzeit bis 2027. Ganz in der Nähe der Anlage liegt Rotterdams Botanischer Garten Arboretum Trompenburg.